# Association internationale de droit économique
 (août 2008).
Améliorez-le ou discutez des points à vérifier. 
L'Association internationale de droit économique (AIDE) est une association scientifique internationale francophone. Elle regroupe des juristes et des économistes, des gestionnaires et des politologues, théoriciens et praticiens, qui estiment indispensable de s'engager dans une réflexion interdisciplinaire.
En vue de favoriser les échanges et la collaboration entre chercheurs, enseignants et praticiens, l'AIDE organise des colloques et des séminaires. Elle anime des réseaux de recherche et de réflexion pratique transnationaux.
En outre, elle publie la Revue internationale de droit économique (RIDE) et diffuse des informations sur les activités de ses membres et sur les principales initiatives internationales prises dans le domaine du droit économique.

## Origine
L'A.I.D.E. est créée en 1982 à Tunis à l'initiative des professeurs Gérard Farjat, Alexis Jacquemin et Bernard Remiche, auxquels se joignent leurs collègues E. Alfandari, Lysiane Cartelier et Ali Mezghani, que rejoindront bientôt bon nombre d'autres spécialistes du droit économique.
Ces fondateurs représentaient une dizaine de pays.
Ces derniers sont actuellement plus de trente :  Algérie,  Allemagne,  Argentine,  Belgique,  Brésil,  Bulgarie,  Canada,  Chili,  Chine,  République du Congo,  Côte d'Ivoire,  Cuba,  Danemark,  Espagne,  États-Unis,  France,  Grèce,  Honduras,  Hongrie,  Italie,  Liban,  Luxembourg,  Mali,  Maroc,  Mauritanie,  Mexique,  Niger,  Pays-Bas,  Pologne,  Portugal,  République tchèque,  Roumanie,  Royaume-Uni,  Suisse,  Syrie,  Tunisie.
Le premier président de l'A.I.D.E. fut Gérard Farjat. Le professeur Claude Champaud lui a succédé en novembre 1993. Ensuite, en 2002, Bernard Remiche est élu Président de l'A.I.D.E. et Laurence Boy Secrétaire général  †.

## Activités

### Publication de la Revue internationale de droit économique (RIDE)
Depuis 1986, l'AIDE publie la Revue internationale de droit économique (RIDE), à raison de quatre numéros par an. Cette revue est disponible sur la base Cairn.info depuis 2001. La revue, inter-disciplinaire, propose une réflexion transversale sur le droit économique au croisement de disciplines telles que le droit, la gestion, l'économie ou les sciences politiques. Des numéros thématiques, les dossiers de la RIDE, présentent des débats sur des sujets d'actualité de droit économique.

## Institut euro-africain de droit économique (INEADEC)
En 2007, l'association crée l'Institut euro-africain de droit économique (INEADEC) pour favoriser le développement du droit économique dans les pays d'Afrique, en s'appuyant sur la formation et la recherche sur cette thématique. L'institut est une association de droit belge, implantée à Bruxelles. Il dispose de bureaux à Kinshasa, Abidjan et Casablanca.